# Глобус (ежегодник)
Гло́бус — периодическое научно-популярное издание для детей среднего и старшего возраста, выпускавшееся в СССР издательством «Детская литература» с 1938 по 1990 год.

## История
Первый (за 1938) и второй (за 1939) выпуски (тома) издания вышли под редакцией географа Ю. М. Шокальского.
Первый том был издан тиражом 25 000 экземпляров, имел вкладку в виде цветной карты СССР с границами республик и областей в соответствии со Сталинской конституцией. Были изданы два варианта тома — с разными портретами Секретаря ЦК ВКП(б) И. В. Сталина на 55-й странице тома (в первом варианте — фотоснимок тифлисского жандармского управления 1900 года, во втором — рисунок художника И. И. Бродского).
Второй том был сдан в набор 5 августа 1939 года, подписан к печати 16 апреля 1940 года и также издан тиражом в 25 000 экземпляров. Выпуск имел вкладку (приложение) «Охота на зверя в СССР» в виде большой цветной карты СССР, составленную писателем В. В. Бианки и нарисованную художником И. И. Ризничем.
Третий выпуск был издан в 1949 году при участии Географического общества СССР. Четвертый выпуск был издан в 1957 году.
В дальнейшем издавались выпуски за 1960—1965, 1967—1971 годы; с 1973 по 1990 год сборник издавался ежегодно. Выпуски за 1960 и 1961 год издавались с суперобложкой.
С 1938 по 1976 год издание выпускалось с подзаголовком «Географический ежегодник для детей», с 1977 по 1982 год  — «Географический сборник для детей», с 1983 года — «Географический научно-художественный сборник».
С 1974 года было принято новое типовое оформление издания, использовавшее до 1986 года; с 1987 по 1989 год издание выходило под другим типовым оформлением.
Ежегодник выходил в твёрдом переплёте (360—370 страниц), содержал различные статьи, где в доступной и интересной форме рассказывалось о жизни в СССР и мире, географии, биологии, астрономии, путешествиях и исследованиях, истории, просто любопытных фактах. Имел большое количество рисунков, карт и фотографий.